# Tmesisternus vagefasciatus
Tmesisternus vagefasciatus är en skalbaggsart som beskrevs av Stefan von Breuning 1939. Tmesisternus vagefasciatus ingår i släktet Tmesisternus och familjen långhorningar. Inga underarter finns listade i Catalogue of Life.